# Amalrich VII. von Montfort

Wappen der Herren von Montfort.

Amalrich VII. von Montfort (französisch: Amaury; * 1195; † 1241 in Otranto) war seit 1218 Herr und ab 1223 ein Graf von Montfort-l’Amaury sowie Herr von Épernon. Außerdem war er von 1218 bis 1224 ein Vizegraf von Carcassonne, Béziers und Albi sowie Titulargraf von Toulouse und Titularherzog von Narbonne. Ab 1230 bekleidete er das Amt eines Connétable von Frankreich.
Nach anderer Zählung wird Amalrich VII. auch als Amalrich VI. geführt.

## Familie und Nachkommen
Er war ein Sohn von Simon IV. von Montfort, 5. Earl of Leicester, und Alix de Montmorency, und der ältere Bruder von Simon de Montfort, 6. Earl of Leicester.
1214 heiratete er Beatrix von Viennois († 1248), Tochter von Guigues VI., Dauphin von Viennois (Älteres Haus Burgund), und Beatrix von Sabran, Gräfin von Gap und Embrun. Ihre Kinder waren:
- Johann I. († 1249 auf Zypern während des sechsten Kreuzzuges), Graf von Montfort
- Margarethe († 1284 oder später),
  - ⚭ Graf Johann III. von Soissons
- Laure († vor August 1270), Herrin von Épernon
  - ⚭ um 1256 Infant Ferdinand von Kastilien, Graf von Aumale († 1260)
  - ⚭ um 1267 Heinrich von Grandpré, Herr von Livry
- Adele († 28. März 1279),
  - ⚭ mit Simon II. von Clermont, Herr von Nesle und Ailly († 1286)
- Perenelle († 5. Dezember 1275), Äbtissin von Port Royal des Champs

## Leben

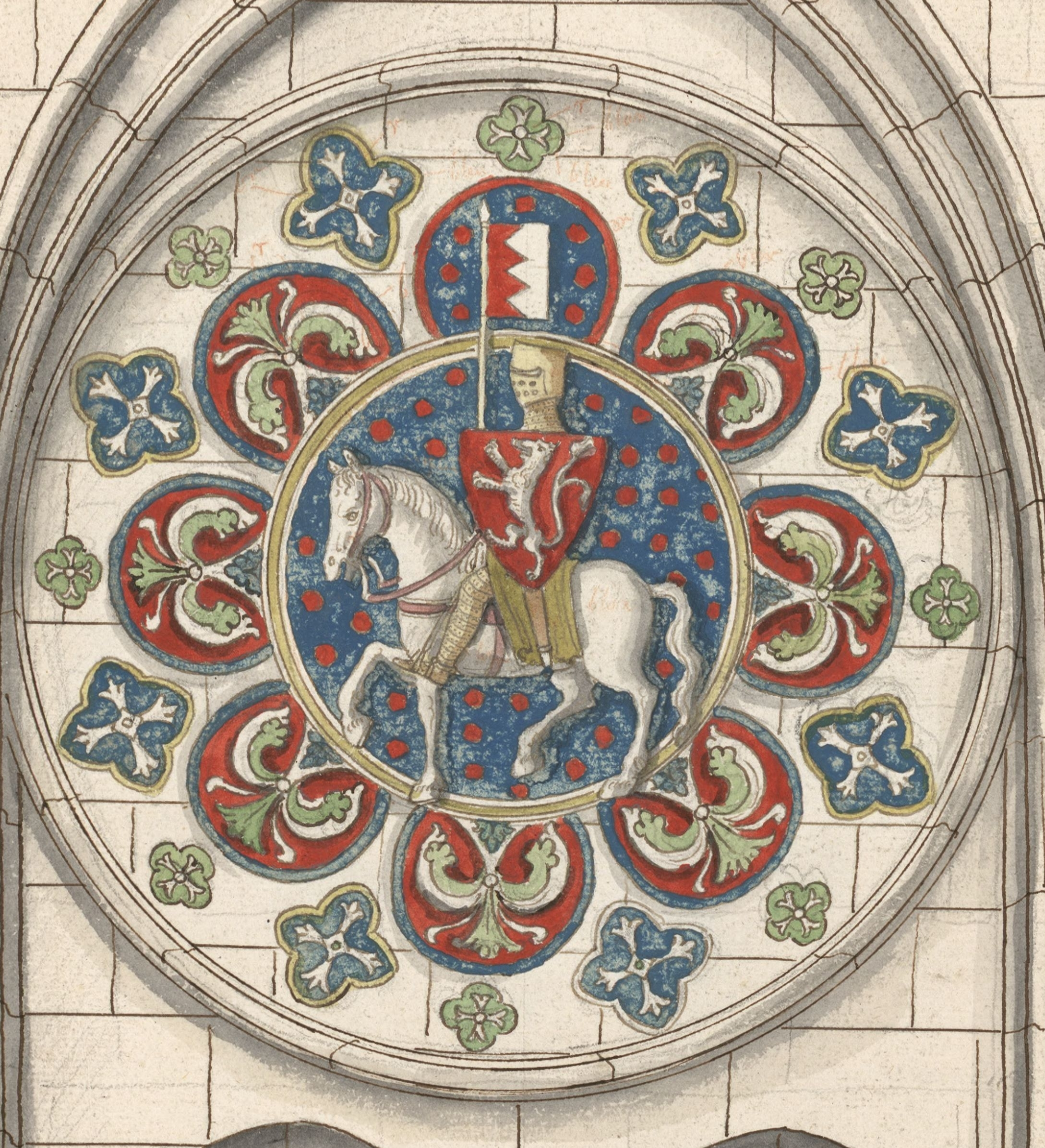
Nachträgliche Zeichnung eines 1231 gefertigten Kirchenfensters der Kathedrale von Chartres, das Amalrich von Montfort mit Wappenschild und Banner zeigt.

Amalrich nahm im Gefolge seines Vaters am Albigenserkreuzzug teil, wo er erstmals im Jahr 1213 in Castelnaudary genannt wird. Dort wurde er zum Fest Johannes des Täufers auf Veranlassung seines Vaters von den Bischöfen von Orléans und Auxerre und unter Anwesenheit seiner Eltern zu einem „Ritter Christi“ geweiht. Im Kampf wird er erstmals im August 1216 vor Beaucaire genannt, wo die Kreuzfahrer die erste große Niederlage gegen den Grafen Raimund VII. von Toulouse erlitten. Im Juni 1218 kämpfte er auch bei der verhängnisvollen Belagerung von Toulouse, bei der sein Vater durch ein Katapultgeschoss tödlich getroffen wurde. Als ältester Sohn übernahm Amalrich nun die Führung der Kreuzfahrer und sollte sich dabei gegen den erstarkten Widerstand der Fürsten des Languedoc als gänzlich ungeeignet erweisen.
Unterstützt von dem französischen Kronprinzen Ludwig VIII. beging Amalrich im Dezember 1218 ein Massaker an der Bevölkerung von Marmande, verlor im Frühjahr 1219 ein großes Heer bei Baziège und verlor 1221 Castelnaudary an den Grafen von Foix. Im Januar 1224 eroberte der Graf von Toulouse schließlich Carcassonne und ermöglichte dem im Exil aufgewachsenen Erben Raimund II. Trencavel den Einzug in die Stadt. Amalrich gab daraufhin geschlagen und ohne größere Unterstützung den Kreuzzug auf, zumal auch Papst Honorius III. nun auf ein Ende der Kämpfe drängte. Amalrich unterzeichnete am 14. Januar 1224 einen Waffenstillstand und zog sich am Tag darauf in seine nordfranzösische Heimat zurück.
Der nunmehrige König Ludwig VIII. berief im November 1225 in Bourges ein Konzil der Prälaten Frankreichs ein, wo er einen neuen Kreuzzug in das Languedoc ausrief. Der König beschloss den Feldzug persönlich zu führen und beanspruchte dabei, dass alle Eroberungen an die Krone fallen sollten. Als rechtliche Grundlage dafür diente dem König die in Bourges vorgenommene Übertragung der Rechte Amalrichs an die Krone. Bei diesen Rechten handelte es sich um das Erbe von seinem Vater, welches die Vizegrafschaft Carcassonne und die Grafschaft Toulouse umfasste. Die Rechtmäßigkeit dieser Ansprüche war allerdings umstritten, da sie durch eine Belehnung des Papstes herrührten und nicht etwa durch den König von Aragon, der zuvor Lehnsherr von Carcassonne und Toulouse war. Der König von Frankreich erkannte jedoch deren Gültigkeit an. Amalrich beteiligte sich an dem Kreuzzug und nahm dabei an der Belagerung von Avignon teil, das im August 1226 fiel. In der Folge ergaben sich alle größeren Städte der Region kampflos, einschließlich Carcassonne, Narbonne und Montpellier, lediglich das starke Toulouse verweigerte die Unterwerfung.
Weihnachten 1230 wurde Amalrich in Melun zum Connétable von Frankreich ernannt, das Amt, das zuvor sein Onkel Mathieu II. von Montmorency innehatte. Außerdem musste er gegenüber der Krone jegliche Ansprüche auf Besitzungen seiner Familie in England zugunsten seines Bruders fallen lassen. Dies hatte König Ludwig IX. von allen französischen Baronen gefordert, welche sowohl in Frankreich als auch England Lehen besaßen, da die Barone nur einen der betreffenden Könige huldigen sollten. Damit sollte vor allem die Überschneidung von Interessen Englands in Frankreich gemindert werden.
1239 nahm Amalrich am Kreuzzug Theobalds von Champagne (Kreuzzug der Barone) in das Heilige Land teil. Der Kreuzzug genoss die Unterstützung König Ludwigs IX., der die volle Finanzierung übernahm und Amalrich die Führung des königlichen Lilienbanner erlaubte. Das Unternehmen war allerdings wenig erfolgreich, auf einen Sieg gegen die damaszener Ayyubiden folgte im November 1239 eine Niederlage gegen die ägyptischen Ayyubiden in der Schlacht bei Gaza, bei der Amalrich in Gefangenschaft geriet. Er wurde in Kairo eingekerkert und im Winter 1240/1241 auf Vermittlung von Richard von Cornwall wieder freigelassen.
Auf der Rückreise in seine Heimat starb er im April 1241 in Otranto (Apulien) und wurde in der Kirche St. Peter in Rom bestattet.